# Marisora aurulae
Marisora aurulae es una especie de escamosos de la familia Scincidae.

## Distribución geográfica
Es endémica de algunas islas de Barlovento meridionales: San Vicente y las Granadinas, Granada y Trinidad y Tobago.

## Estado de conservación
Se encuentra amenazada por la pérdida de su hábitat natural.